# Cal Robusto
Cal Robusto és una obra de Siurana (Alt Empordà) inclosa a l'Inventari del Patrimoni Arquitectònic de Catalunya.

## Descripció
Casa aïllada situada al veïnat de Baseia. És un edifici de planta rectangular, tot i que actualment només podem veure el mur de tramuntana. Les parets s'han conservat, però la part superior correspon a un sobrealçat d'època posterior a la de la construcció. D'aquest mur destaquen les finestres carreuades i sobretot l'aparell ja que podem veure una part d'aquest mur fet amb carreus perfectament tallats, i l'altra està feta amb aparell antic. D'aquesta façana també cal tenir en compte una espitllera que podem veure a la planta baixa. L'altre mur que podem veure, és el que dona a ponent. Tot i que s'hi ha afegit construccions posteriors, encara podem veure una petita finestra allindada al primer pis, i en el que actualment són els estables dels animals destaca una gran porta allindanada.